# Drakens ögon
Drakens ögon (The Eyes of the Dragon) är en roman från 1987 av Stephen King. Den gavs ut i svensk översättning 1988. Boken är en renodlad fantasyroman med den klassiska kampen mellan gott och ont. Enligt bokens förord skapades boken för Kings då 13-åriga dotter Naomi, som även sägs blivit trollbunden av den.

## Handling
Kungen dör av förgiftning och misstankarna faller på hans äldstas son, Peter. Kronprinsen fängslas och hans yngre bror, Thomas, ärver tronen. Dock är det något som inte står rätt till och kungens gamla rådgivare, trollkarlen Flagg, verkar ha ett finger med i spelet. Kommer sanningen någonsin att komma fram?